# Piolho-da-púbis
O piolho-da-púbis (Phthirus pubis), também conhecido como chato, é um insecto parasita responsável pela pediculose pubiana. O parasita passa toda sua vida infestando pelos humanos alimentando-se exclusivamente de sangue. Os humanos são os únicos hospedeiros deste parasita, podendo também, serem infestados por piolhos-do-corpo (Pediculus humanus humanus),  piolhos-da-cabeça (Pediculus humanus capitis).

## Outros nomes e etimologia
Também é conhecido como piolho-caranguejo, carango e piolho-ladro e tambeíba.

## Morfologia
O corpo dorsoventralmente achatado do piolho-caranguejo é dividido em cabeça, tórax e abdómen. Um par de olhos e um par de antenas são claramente visíveis na cabeça. Suas peças bucais são adaptadas para perfurar a pele e sugar o sangue. O segundo e terceiro pares de patas possuem garras terminais adaptadas a fixar o inseto nos fios de cabelo enquanto o primeiro par de patas fixa-o à pele durante a sucção do sangue. Protuberâncias abdominais nos lados do corpo são características dessa espécie. Os machos são sutilmente menores que as fêmeas e os ovos possuem forma oval medindo cerca de 0,8 mm de comprimento. Imediatamente após a postura dos ovos, eles são brilhantes, redondos e transparentes. Os piolhos-púbicos possuem um tamanho que varia de 1 a 2 milímetros, dependendo do seu estágio de desenvolvimento. Eles geralmente possuem uma coloração branco-acinzentada e por algum tempo tornam-se marrom-avermelhados após a ingestão de sangue.

## Biologia
Os piolhos-caranguejo são insectos parasitas que passam toda a vida nos pelos do hospedeiro alimentando-se exclusivamente de sangue de quatro a cinco vezes por dia. O ciclo de vida do ovo ao adulto varia de 22 a 27 dias. Os ovos eclodem, produzindo seu primeiro estágio ninfal que após três mudas evolui para ninfa 1, ninfa 2 e subseqüentemente para fêmea ou macho adultos. O período de incubação do ovo varia de sete a oito dias, enquanto o resto do ciclo é finalizado com o desenvolvimento dos estágios ninfais. A vida média de uma fêmea adulta é de 17 dias, e a de um macho adulto, de 22 dias.

## Teoria evolucionária de sua origem

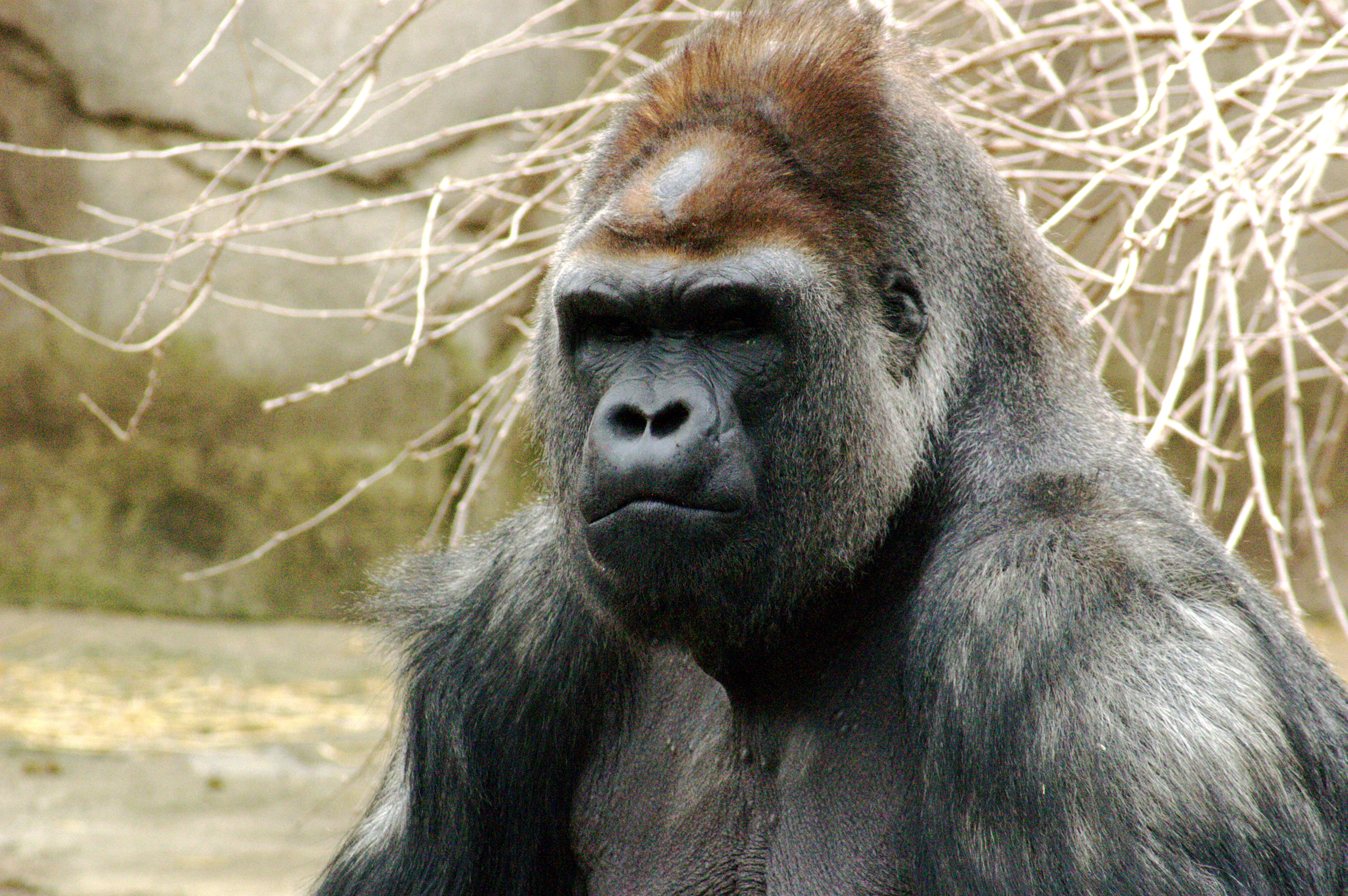
Gorila, o hospedeiro do piolho que provavelmente derivou o Phthirus pubis.

Recentes descobertas no campo da genética indicam que o piolho-da-púbis está relacionado com os piolhos endémicos dos gorilas, Phthirus gorillae. Estes terão sido disseminados através de ancestrais dos gorilas para os primeiros hominídeos há cerca de 2 milhões de anos.

## Epidemiologia
Os piolhos-caranguejo geralmente infestam um novo hospedeiro somente com o contacto próximo entre os indivíduos. O contacto sexual entre adultos e as interacções pais-filhos são vias mais comuns de infestação do que a partilha de toalhas, roupas, camas ou armários. Os adultos são infestados mais frequentemente do que as crianças.

## Diagnóstico
A infestação por chatos geralmente é identificada pelo exame minucioso dos pelos púbicos a procura de lêndeas, ninfas e adultos. Piolhos e lêndeas podem ser removidos com o auxílio de uma pinça ou com a ajuda de uma tesoura para cortar o pelo infestado (com exceção da área do olho) ou remédios específicos. Uma lupa ou estereoscópio podem ser utilizados para uma identificação precisa. Por serem de fácil transmissão, se os piolhos-púbicos forem detectados em um membro da família, toda a família precisa ser verificada na teoria. A prática representa que todos os co-habitantes de um mesmo lar em que haja infestação do inseto devem ser examinados e tratados.

## Informações clínicas

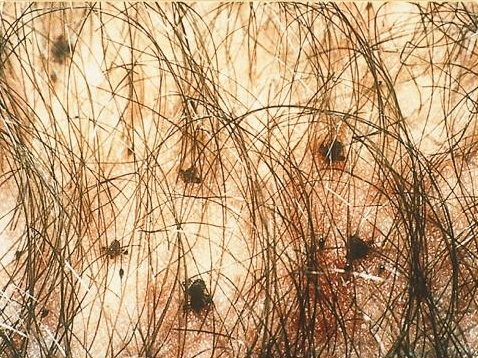
Piolhos-púbicos infestando os genitais

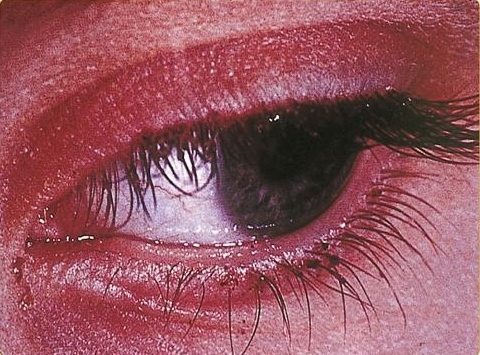
Cílios infestados por Phthirus pubis.

Embora qualquer parte do corpo possa ser infestada, os piolhos-púbicos preferem os pelos da genitália e da região perianal. Especialmente em pacientes masculinos, os chatos e ovos também podem ser encontrados nos pelos do abdômen, nas axilas, na barba e no bigode, enquanto nas crianças são geralmente encontrados nos cílios. A infestação por piolhos-caranguejo é denominada ftiríase ou pediculose pubiana, e quando atinge a região dos cílios recebe o nome de ftiríase palpebral. O principal sintoma é o prurido (coceira), geralmente na região pubiana, que resulta de uma hipersensibilidade à saliva do parasita e se torna intenso o suficiente em duas ou mais semanas após a infestação inicial. Na maioria das infestações uma mancha azul-acincentada (maculae caeruleae) surge no local da picada, essa mancha permanece por cerca de dois dias, o que também é uma característica da infestação. Os chatos são primariamente disseminados através do suor e contato corporal bem como através do contato sexual. Por isso, todos os parceiros com os quais o paciente teve contato sexual dentre os 30 dias anteriores ao diagnóstico, devem ser verificados e tratados, e o contato sexual deve ser evitado até que todos os parceiros tenham completado o tratamento com sucesso e estejam em processo de cura. Devido a forte associação entre a presença de piolhos-púbicos e outras doenças sexualmente transmissíveis, pacientes nos quais o parasita foi diagnosticado, devem submeter-se a exames para identificar outras DSTs. A infecção de crianças e adolescentes pode indicar abuso sexual.

## Tratamento
Loções de limpeza com Permethrin a 1% e piretrinas (substâncias pesticidas) podem ser utilizadas no tratamento da ftiríase e não devem ser utilizadas em mulheres infectadas que estejam grávidas ou amamentando. Tais agentes devem ser aplicados sobre a área afetada e enxaguados após 10 minutos. A resistência dos chatos a piretróides é algo raro. Um segundo tratamento após 10 dias é recomendado. É essencial mudar os lençóis da cama depois do primeiro tratamento. Os lençóis sujos devem ser fechados em sacos de plástico, sem ar e bem amarrados, e deixados durante 15 dias. Deste modo evita-se a reprodução de piolhos e ovos que poderão ter ficado nos lençóis e possibilitar uma re-infestação.
Piolhos-caranguejos nos cílios podem ser tratados com uma fórmula à base de piretrina aplicando a solução sobre os pelos infestados com auxílio do aplicador. É perigoso tentar remover piolhos ou ovos dos cílios com pinças ou tesouras.
O champô Lindane (1%), um pediculicida aprovado pela FDA (Food and Drug Administration, agência governamental americana que regula e fiscaliza a fabricação de comestíveis, drogas e cosméticos), é um produto seguro e eficaz quando utilizado como uma segunda via de tratamento das infestações. Efeitos colaterais sérios tendem a ser raros e geralmente resultam de um uso incorrecto da medicação, como a aplicação excessiva do produto ou a ingestão oral da solução. Para minimizar tais riscos, os medicamentos da Lindane são vendidos em pequenos recipientes de uso individual. O CDC, Centro de Controle de Doenças (organização nos Estados Unidos que pesquisa doenças contagiosas) desaconselha o uso do Lindane imediatamente após o banho, ou por pessoas que apresentem problemas extensivos de dermatites, mulheres grávidas e lactantes com crianças até os dois anos de idade. Já o FDA, similarmente, desaconselha o uso de tais medicações em pacientes com um histórico de ataques epilépticos descontrolados e em bebés prematuros, bem como recomenda o uso cauteloso em bebés, crianças, idosos, pacientes que apresentem outros problemas de pele (a exemplo de dermatites atópicas e psoríase) e naqueles que possuam peso inferior aos 50 kg.

## Leitura de apoio
- Nuttall GHF. 1918. The biology of Phthirus pubis. Parasitology 10: 383-405.
- Payot F. 1920. Contribution à l'étude du Phthirus pubis (Linne, Leach). Bull. Soc. vaud. Sci. nat. 53: 127-161.
- Alexander, J.O’D. 1984. Arhtropods and Human Skin. Springer-Verlag, Berlin
- Manjunatha NP, Jayamanne GR, Desai SP, Moss TR, Lalik J, Woodland A. Pediculosis pubis: presentation to ophthalmologist as pthriasis palpebrarum associated with corneal epithelial keratitis. Int. J. STD AIDS 2006; 17: 424-426
- Klaus S, Shvil Y, Mumcuoglu KY. Generalized infestation of a 3 1/2-year-old girl with the pubic louse. Pediatr Dermatol. 1994; 11: 26-28.
- Varela JA, Otero L, Espinosa E, Sánchez C, Junquera ML, Vázquez F. Phthirus pubis in a sexually transmitted diseases unit: a study of 14 years. Sex. Transm. Dis. 2003; 30: 292-296.
- a b Lindane shampoo, USP, 1% prescribing information. Updated March 28, 2003. http://www.fda.gov/cder/foi/label/2003/006309shampoolbl
- U.S. Food and Drug Administration (FDA). Lindane Post Marketing Safety Review. Posted 2003. Available at: http://www.fda.gov/cder/drug/infopage/lindane/lindaneaeredacted.pdf.
- U.S. Centers for Disease Control and Prevention (CDC). Ectoparasitic infections. Sexually transmitted diseases treatment guidelines. 2006. MMWR Recomm Rep. 2006, August 10;55 (No. RR-11):79-80.
- http://www.biomedcentral.com/1741-7007/5/7/abstract